# Verlandeter Moränenweiher südöstlich Haus

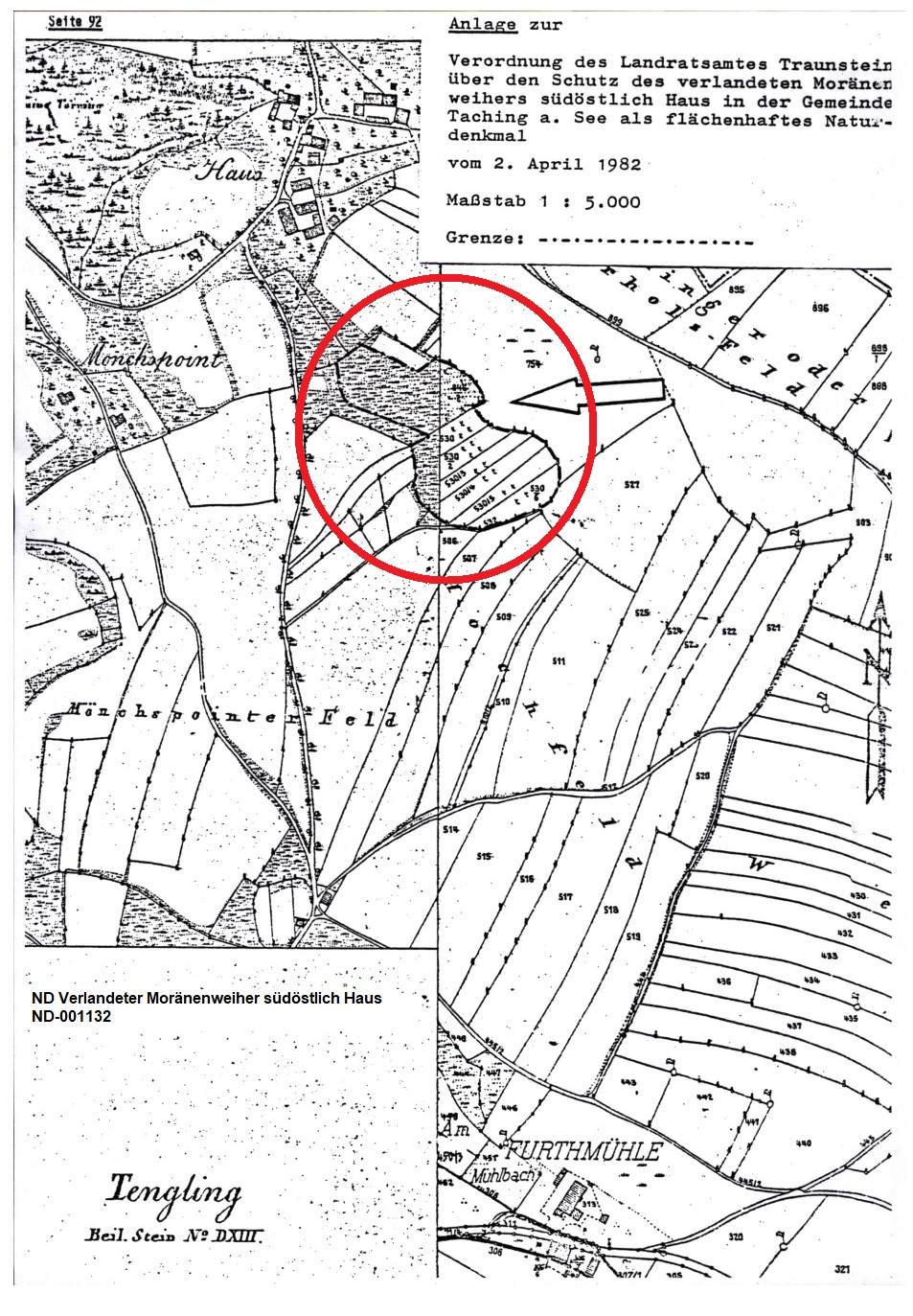
Lageplan Amtsblatt

Der Verlandete Moränenweiher südöstlich Haus in der Gemeinde Taching am See ist ein 2,41 ha großes flächenhaftes Naturdenkmal im Landkreis Traunstein.
Es erhielt im April 1982 durch Verordnung des Landratsamtes Traunstein den Schutzstatus und wird vom Bayerischen Landesamt für Umwelt unter der Nummer ND-00113 gelistet.

## Schutzzweck
Der verlandete Moränenweiher südöstlich von Haus ist als flächenhaftes Naturdenkmal zu schützen, da seine Erhaltung wegen seiner Eigenart und Seltenheit und seiner ökologischen, wissenschaftlichen, entstehungsgeschichtlichen, floristischen und faunistischen Bedeutung im öffentlichen Interesse liegt.